# Distretto di Pariahuanca (Ancash)
Il distretto di Pariahuanca è un distretto del Perù nella provincia di Carhuaz (regione di Ancash) con 1.501 abitanti al censimento 2007 dei quali 539 urbani e 962 rurali.
È stato istituito il 6 ottobre 1905.